# Negeri Jahe
Negeri Jahe is een bestuurslaag in het regentschap Karo van de provincie Noord-Sumatra, Indonesië. Negeri Jahe telt 961 inwoners (volkstelling 2010).